# Silvia Jato Núñez
Silvia Jato Núñez (Lugo, 6 de juny de 1971) és una model i presentadora de televisió gallega.
És llicenciada en Ciències empresarials i econòmiques per la Universidad CEU San Pablo.
Va començar la seva carrera en els mitjans com a model i va participar en el concurs de Miss España en la seva edició de 1989, on obtingué el títol de primera dama d'honor, i en el de Miss Europa el 1991, on obtingué els títols de primera dama d'honor, miss fotogènia i miss simpatia.
Està casada i té tres fills (Lucas, Claudia i Lucía).

## Televisió
- 1990: "Sabor a ti" TVG (Televisió Autonòmica de Galícia)
- 1991: "Sabor 92",TVG
- 1991: "Gala pro-Bosnia",TVG
- 1991: "Gala Santiago de Compostela, Capital Cultural Europea del año 2000", TVG
- 1995: "Gala moda Pazo de Mariñán", TVG
- 1995-1996: "Pasarela de Estrellas", TVG
- 1996: "Gala de Nochevieja", Antena 3 Televisión
- 1996: "Gala moda Pazo de Mariñán", TVG
- 1997: En Antena, Antena 3: amb Inés Ballester
- 1997: Noche de Impacto, Antena 3: amb Carlos García Hirschfeld
- 1999-2000: Mírame, Antena 3
- 2000-2005: Pasapalabra, Antena 3
- 2004: Pelopicopata, Antena 3
- 2004: Los Más, Antena 3, amb Arturo Valls
- 2005: Gala de Nochevieja, Antena 3
- 2006: "Allá tú", Telecinco, substituint a Jesús Vázquez
- 2007: Por la mañana, TVE, substituint a Inés Ballester
- 2007: concunsant de El club de Flo, La Sexta
- 2008: Fifty Fifty, Cuatro